# Post (Texas)
Post ist die Bezirkshauptstadt und Sitz der Countyverwaltung (County Seat) des Garza County im US-Bundesstaat Texas in den Vereinigten Staaten. Das U.S. Census Bureau hat bei der Volkszählung 2020 eine Einwohnerzahl von 4790 ermittelt.

## Geographie
Die Stadt liegt im Nordwesten von Texas an der Santa Fe Railroad, an der Kreuzung der U.S. Highways 84 und 380 im Zentrum des Countys, ist im Westen rund 160 Kilometer von New Mexico entfernt und hat eine Gesamtfläche von 9,8 km².

## Geschichte
Der Ort wurde 1907 als Post City von Charles William Post, einem Hersteller von Frühstücksflocken, gegründet.

## Demografische Daten
Nach der Volkszählung im Jahr 2000 lebten hier 3.708 Menschen in 1.243 Haushalten und 873 Familien. Die Bevölkerungsdichte betrug 381,8 Einwohner pro km². Ethnisch betrachtet setzte sich die Bevölkerung zusammen aus 51,54 % weißer Bevölkerung, 5,47 % Afroamerikanern, 0,24 % amerikanischen Ureinwohnern, 0,11 % Asiaten, 0,00 % Bewohnern aus dem pazifischen Inselraum und 18,69 % aus anderen ethnischen Gruppen. Etwa 2,91 % waren gemischter Abstammung und 42,64 % waren Hispanics oder Latinos.
Von den 1.243 Haushalten hatten 34,8 % Kinder unter 18 Jahre, die im Haushalt lebten. 53,5 % davon waren verheiratete, zusammenlebende Paare. 13,0 % waren allein erziehende Mütter und 29,7 % waren keine Familien. 26,6 % aller Haushalte waren Singlehaushalte und in 13,9 % lebten Menschen, die 65 Jahre oder älter waren. Die Durchschnittshaushaltsgröße betrug 2,62 und die durchschnittliche Größe einer Familie belief sich auf 3,17 Personen.
27,5 % der Bevölkerung waren unter 18 Jahre alt, 8,8 % von 18 bis 24, 29,4 % von 25 bis 44, 20,0 % von 45 bis 64, und 14,4 % die 65 Jahre oder älter waren. Das Durchschnittsalter war 34 Jahre. Auf 100 weibliche Personen aller Altersgruppen kamen 114,5 männliche Personen. Auf 100 Frauen im Alter von 18 Jahren und darüber kamen 115,8 Männer.

Das jährliche Durchschnittseinkommen eines Haushalts betrug 25.034 USD, das Durchschnittseinkommen einer Familie 29.135 USD. Männer hatten ein Durchschnittseinkommen von 26.318 USD gegenüber den Frauen mit 17.266 USD. Das Prokopfeinkommen betrug 11.113 USD. 27,8 % der Bevölkerung und 23,0 % der Familien lebten unterhalb der Armutsgrenze. Davon waren 34,2 % Kinder und Jugendliche unter 18 Jahren und 25,9 % waren 65 oder älter.